# Scopula pellonoides
Scopula pelloniodes là một loài bướm đêm trong họ Geometridae.